# Băiețelul cel urât
Băiețelul cel urât (titlu original The Ugly Little Boy) este o povestire science fiction scrisă de Isaac Asimov și apărută în 1958. Ulterior, ea a fost extinsă la dimensiunea unui roman de Robert Silverberg, publicat în 1992.
Povestirea a apărut pentru prima dată în numărul din septembrie 1958 al revistei Galaxy Science Fiction sub titlul "Lastborn", care nu i-a plăcut lui Asimov. Ulterior, el a republicat povestirea sub numele ei real în antologia Întrebarea finală.
Povestirea a fost extinsă la dimensiunea unui roman și a apărut inițial în 1991 sub titlul Child in Time, fiind republicată în 1992 sub titlul original.

## Intriga
Un copil de Neanderthal este adus în zilele noastre ca urmare a unui experiment de călătorie în timp făcut de organizația de cercetări Stasis Inc. Pentru îngrijirea lui este angajată o bonă pe nume Edith Fellowes. În primă fază aceasta îl găsește respingător, dar curând începe să îl privească ca pe propriul copil, învățând să îl iubească și să își dea seama că este mult mai inteligent decât își imaginase inițial.
Fellowes îl numește pe copil 'Timmie' și se străduiește să îi ofere cea mai bună copilărie posibilă ținând cont de circumstanțe și se înfurie când ziarele fac referire la el ca la "băiatul-maimuță". Dragostea ei pentru Timmie o aduce în conflict cu angajatorul ei, pentru care băiatul este mai mult un animal pe care face experiențe decât o ființă umană. În roman apare chiar și o acțiune secundară care prezintă un grup de copii care fac lobby pentru eliberarea lui Timmie.
În cele din urmă, angajatorul decide că organizația sa a adunat toate cunoștințele necesare și publicitatea posibilă cu ajutorul lui Timmie și că a venit vremea să treacă la următorul proiect, de aducere în prezent a unor țărani medievali. Acest lucru înseamnă că Timmie trebuie dus înapoi în timpul său, lucru împotriva căruia Fellowes luptă cu tărie, conștientă că băiatul nu mai poate supraviețui acum acolo, după ce s-a obișnuit cu facilitățile și limbajul timpurilor moderne. Ea decide să evadeze împreună cu Timmie, iar când planul acesta eșuează alege să îl însoțească în trecutul îndepărtat.
Acțiunea povestirii se oprește în acest punct, în timp ce romanul prezintă și evenimentele care succed decizia. Cei doi sosesc în trecut în plin conflict între oamenii de Neanderthal și cei de Cro-Magnion. Ambele grupuri o privesc pe Fellowes ca pe o zeiță, ajungând să o venereze. Deoarece aspectul ei seamănă în mod vizibil cu tipul Cro Magnon, dar a adoptat un copil de Neanderthal, tensiunile dintre cele două grupuri sunt aplanate, iar conflictul este evitat.
Finalul sugerează că, în trecutul modificat, oamenii de Neanderthal și cei de Cro-Magnon au ajuns să coopereze și să se unească în venerarea "Zeiței" - Timmie crescând și devenind acolitul ei, un fel de "semizeu". Oamenii de Neanderthal nu mai dispar, ci coexistă alături de cei de Cro-Magnon, probabil chiar ajungând să își amestece genele prin căsătorii mixte. Acest lucru ar duce la schimbarea întregii istorii umane, ducând la un viitor complet diferit și de nerecunoscut, sau, pornind de la ipoteza "seriilor convergente", istoria umană nu ar ajunge să se schimbe deloc.

## Cadrul
Romanul detalizată datele privind tribul original al lui Timmie. Membrii săi sunt prezentați dintr-o perspectivă simpatetică, ca posedând un limbaj articulat, o societate și o cultură complexă și sofisticată, departe de "brutele primitive" descrise de savanții din viitor - a căror informații fragmentate provin doar de la un mic copil de Neanderthal.
Societatea neanderthaliană - prezentată în principal din punctul de vedere al unei femei decise să devină egala vânătorilor/războinicilor bărbați -  este pusă în fața unei crize existențiale odată cu apariția unor ființe umane complet diferite - oamenii de Cro-Magnons. Deși nu știu sigur acest lucru, oamenii de Neanderthal presimt că, în cele din urmă, competiția cu noii oameni va duce la extincția lor.

## Adaptări
În 1977, povestirea a fost ecranizată într-un film canadian de 26 de minute, cu Barry Morse ca regizor și actor. Actrița londoneză Kate Reid a jucat rolul domnișoarei Fellowes. Filmul este remarcabil prin acuratețea cu care redă povestirea, precum și pentru patosul dintre Timmy și Fellowes, elemente care au făcut să fie aclamat atât de fani, cât și de critică.

## Traduceri în limba română
- 1995 - Băiețelul cel urât (roman), Ed. Teora, Colecția SF nr. 11, traducere Dana Pătrănoiu, 272 pag., ISBN 973-601-179-8
- 1999 - "Băiețelul cel urât" (povestire), în volumul Întrebarea finală, Ed. Teora, traducere Mihai-Dan Pavelescu
- 2001 - Băiețelul cel urât (roman), Ed. Teora, Colecția SF nr. 11, traducere Dana Pătrănoiu, 280 pag., ISBN 973-601-179-8